# Karaté aux Jeux africains de 1999
Navigation
1995 2003
Les compétitions de karaté aux Jeux africains de 1999 ont lieu en septembre 1999 à Johannesbourg, en Afrique du Sud.  

## Médaillés

### Hommes
- Mike Roetz, Tyrone Theodorides et Bryan Dukas (Afrique du Sud) sont médaillés d'argent en kata par équipes[1].
- Alynar Ndao (Sénégal) est médaillé d'or[2].

### Femmes
- Miora Razafindrakoto (Madagascar) est médaillée d'argent en kata individuel[3].
- Karin Prinsloo (Afrique du Sud) est médaillée d'or en kata par équipes et en kumite des moins de 60 kg ainsi que médaillée de bronze en kata individuel[4].